# ميتامورا (إلينوي)
ميتامورا (بالإنجليزية: Metamora, Illinois)‏ هي منطقة سكنية تقع في الولايات المتحدة في مقاطعة وودفورد، إلينوي. يقدر عدد سكانها بـ 3,636 نسمة .

## التركيبة السكانية
حدّد مكتب تعداد الولايات المتحدة بيانات التركيبة السكانية لميتامورا في تعداد الولايات المتحدة. في ما يلي، التركيبة السكانية حسب تعدادي 2000 و2010.

### تعداد عام 2000
بلغ عدد سكان ميتامورا 2,700 نسمة بحسب تعداد عام 2000، وبلغ عدد الأسر 1,050 أسرة وعدد العائلات 743 عائلة مقيمة في القرية. في حين سجلت الكثافة السكانية 508.5 نسمة لكل كيلومتر مربع (1,317.0/ميل2). وبلغ عدد الوحدات السكنية 1,094 وحدة بمتوسط كثافة قدره 206 لكل كيلومتر مربع (533.5/ميل2).
وتوزع التركيب العرقي للقرية بنسبة 99.07% من البيض و0.26% من الأمريكيين الأفارقة و0.19% من الأمريكيين الأصليين و0.07% من الأمريكيين ذوي الأصول الآسيوية و0.07% من الأعراق الأخرى و0.33% من عرقين مختلطين أو أكثر و0.63% من الهسبانيون أو اللاتينيون من أي عرق.
بلغ عدد الأسر 1,050 أسرة كانت نسبة 31.5% منها لديها أطفال تحت سن الثامنة عشر تعيش معهم، وبلغت نسبة الأزواج القاطنين مع بعضهم البعض 61.3% من أصل المجموع الكلي للأسر، ونسبة 8% من الأسر كان لديها معيلات من الإناث دون وجود شريك،  بينما كانت نسبة 1.4% من الأسر لديها معيلون من الذكور دون وجود شريكة وكانت نسبة 29.2% من غير العائلات. تألفت نسبة 27.4% من أصل جميع الأسر من عدة أفراد يعيشون في نفس المنزل ونسبة 17.6% كانت تتألف من شخص يعيش بمفرده يبلغ من العمر 65 عاماً أو أكثر. وبلغ متوسط حجم الأسرة المعيشية 2.44، أما متوسط حجم العائلات فبلغ 2.97.
بلغ العمر الوسطي للسكان 43.1 عاماً. وكانت نسبة 23.8% من القاطنين تحت سن الثامنة عشر، وكانت نسبة 5.6% بين الثامنة عشر والرابعة والعشرين عاماً، ونسبة 23.3% كانت واقعةً في الفئة العمرية ما بين الخامسة والعشرين والرابعة والأربعين عاماً، ونسبة 22.1% كانت ما بين الخامسة والأربعين والرابعة والستين، ونسبة 19.9% كانت ضمن فئة الخامسة والستين عاماً فما فوق. يوجد لكل 100 أنثى 91.0 ذكر، ويوجد لكل 100 أنثى في الثامنة عشر من عمرها فما فوق 85.7 ذكر.
بلغ متوسط دخل الأسرة في القرية 46,691 دولارًا، أما متوسط دخل العائلة فبلغ 56,384 دولارًا. وكان متوسط دخل الذكور 40,745 دولارًا مقابل 26,505 دولارًا للإناث. وسجل دخل الفرد الخاص بالقرية 20,200 دولارًا. وكانت نسبة 1.8% من العائلات ونسبة 2.9% من السكان تحت خط الفقر، وكان من هؤلاء نسبة 3.8% تحت سن الثامنة عشر ونسبة 2% في الخامسة والستين من العمر وما فوق.

### تعداد عام 2010
بلغ عدد سكان ميتامورا 3,636 نسمة بحسب تعداد عام 2010، وبلغ عدد الأسر 1,409 أسرة وعدد العائلات 982 عائلة مقيمة في القرية. في حين سجلت الكثافة السكانية 684.7 نسمة لكل كيلومتر مربع (1,773.4/ميل2). وبلغ عدد الوحدات السكنية 1,483 وحدة بمتوسط كثافة قدره 279.3 لكل كيلومتر مربع (723.4/ميل2).
وتوزع التركيب العرقي للقرية بنسبة 96.67% من البيض و0.30% من الأمريكيين الأفارقة و0.14% من الأمريكيين الأصليين و0.50% من الأمريكيين ذوي الأصول الآسيوية و0.80% من الأعراق الأخرى و1.60% من عرقين مختلطين أو أكثر و1.76% من الهسبانيون أو اللاتينيون من أي عرق.
بلغ عدد الأسر 1,409 أسرة كانت نسبة 35.1% منها لديها أطفال تحت سن الثامنة عشر تعيش معهم، وبلغت نسبة الأزواج القاطنين مع بعضهم البعض 58% من أصل المجموع الكلي للأسر، ونسبة 8.6% من الأسر كان لديها معيلات من الإناث دون وجود شريك،  بينما كانت نسبة 3.1% من الأسر لديها معيلون من الذكور دون وجود شريكة وكانت نسبة 30.3% من غير العائلات. تألفت نسبة 27.1% من أصل جميع الأسر من عدة أفراد يعيشون في نفس المنزل ونسبة 16.8% كانت تتألف من شخص يعيش بمفرده يبلغ من العمر 65 عاماً أو أكثر. وبلغ متوسط حجم الأسرة المعيشية 2.51، أما متوسط حجم العائلات فبلغ 3.06.
بلغ العمر الوسطي للسكان 38.8 عاماً. وكانت نسبة 26.6% من القاطنين تحت سن الثامنة عشر، وكانت نسبة 5.9% بين الثامنة عشر والرابعة والعشرين عاماً، ونسبة 25.9% كانت واقعةً في الفئة العمرية ما بين الخامسة والعشرين والرابعة والأربعين عاماً، ونسبة 21.7% كانت ما بين الخامسة والأربعين والرابعة والستين، ونسبة 19.9% كانت ضمن فئة الخامسة والستين عاماً فما فوق. وتوزع التركيب الجنسي للسكان بنسبة 47.2% ذكور و52.8% إناث.

## أعلام
- ماري إل. بيج
- جلان غراي